# Chiesa di San Martino (Riccione)
La chiesa di San Martino si trova nella cittadina vecchia di Riccione, in provincia di Rimini.
La fondazione della chiesa risale al 1237. Quando nel 1371 Riccione contava 26 famiglie, vi si riunivano spiritualmente i marchesi Agolanti, che le dominavano. Nell'altare è riportata una dedica al Beato Alessio, protettore della città vissuto nel XV secolo, risalente al 1545.